# Lijst van voetbalinterlands Servië en Montenegro - Wales
Deze lijst van voetbalinterlands is een overzicht van alle officiële voetbalwedstrijden tussen de nationale teams van Servië en Montenegro en Wales. De landen speelden in totaal twee keer tegen elkaar. De eerste ontmoeting, een kwalificatiewedstrijd voor het Europees kampioenschap voetbal 2004, werd gespeeld in Belgrado op 20 augustus 2003. Het laatste duel, de returnwedstrijd in dezelfde kwalificatiereeks, vond plaats op 11 oktober 2003 in Cardiff.

## Wedstrijden
| № | Plaats   | Datum            | Competitie           | Wedstrijd                    | Uitslag |
| - | -------- | ---------------- | -------------------- | ---------------------------- | ------- |
| 1 | Belgrado | 20 augustus 2003 | EK 2004 kwalificatie | Servië en Montenegro – Wales | 1 – 0   |
| 2 | Cardiff  | 11 oktober 2003  | EK 2004 kwalificatie | Wales – Servië en Montenegro | 2 – 3   |

## Samenvatting
| Competitie      | Totaal gespeeld | Winst Servië en M. | Gelijk | Winst Wales | Doelsaldo Servië en M. – Wales |
| --------------- | --------------- | ------------------ | ------ | ----------- | ------------------------------ |
| EK-kwalificatie | 2               | 2                  | 0      | 0           | 4 − 2                          |
| Totaal          | 2               | 2                  | 0      | 0           | 4 − 2                          |

## Details

### Eerste ontmoeting
| EK 2004 kwalificatie (Belgrado, Joegoslavië, 20 augustus 2003): |              | |
| Servië en Montenegro | 1 – 0        | Wales |
| Dragan Mladenović 73' | goals        | |
| Ilija Petković | bondscoach   | Mark Hughes |
| Dragoslav Jevrić Ivica Dragutinović Dragan Mladenović Dejan Stefanović Goran Gavrančić Zvonimir Vukić 67' Dejan Stanković 81' Darko Kovačević Mladen Krstajić Milivoje Ćirković Mateja Kežman 71' | opstellingen | Paul Jones Mark Delaney Gary Speed Danny Gabbidon Robert Page Mark Pembridge Robbie Savage Craig Bellamy 78' Nathan Blake Simon Davies Ryan Giggs |
| Saša Ilić 67' Savo Milošević 71' Predrag Đorđević 81' | wissels      | 78' Robert Earnshaw |
| Zvonimir Vukić 17' Dejan Stanković 19' Dragoslav Jevrić 88' Savo Milošević 90+1' | gele kaarten | 61' Mark Delaney |
| - Eerste interland van Servië en Montenegro onder leiding van bondscoach Ilija Petković. - Debuut van Dragan Mladenović (Rode Ster Belgrado) voor Servië en Montenegro.                           |              | |

### Tweede ontmoeting
| EK 2004 kwalificatie (Cardiff, Wales, 11 oktober 2003): |              | |
| Wales | 2 – 3        | Servië en Montenegro |
| John Hartson 25' (pen.) Robert Earnshaw 90' | goals        | 4' Zvonimir Vukić 81' Savo Milošević 87' Danijel Ljuboja |
| Mark Hughes | bondscoach   | Ilija Petković |
| Paul Jones Mark Delaney Gary Speed Danny Gabbidon Rhys Weston 73' Carl Robinson 89' Robert Earnshaw Craig Bellamy John Hartson 86' Darren Barnard Ryan Giggs | opstellingen | Dragoslav Jevrić 75' Milivoje Ćirković Dragan Šarac Dragan Mladenović Goran Bunjevčević Goran Gavrančić 60' Mateja Kežman Zvonimir Vukić Branko Bošković Nenad Đorđević 79' Darko Kovačević |
| Rob Edwards 73' Nathan Blake 86' John Oster 89' | wissels      | 60' Savo Milošević 75' Nenad Brnović 79' Danijel Ljuboja |
| Rhys Weston 48' Craig Bellamy 60' | gele kaarten | 25' Goran Bunjevčević 36' Mateja Kežman 37' Nenad Đorđević 79' Darko Kovačević |